# Kozarica (Vladimirci)
Kozarica (Servisch: Козарица) is een plaats in de Servische gemeente Vladimirci. De plaats telt 213 inwoners (2002).